# Luck (série télévisée)
Pour les articles homonymes, voir Luck.
Luck est une série télévisée dramatique américaine en neuf épisodes de 50 minutes, créée par David Milch (Deadwood, John from Cincinnati), diffusée entre le 11 décembre 2011 et le 25 mars 2012 sur HBO et sur HBO Canada.
Au Québec, la série est diffusée depuis le 10 juin 2012 à Super Écran, en France, à partir du 19 juin 2012 sur Orange Cinémax et en Belgique, depuis le 8 mars 2013 sur Be tv.

## Synopsis
Un regard provocateur sur le monde de la course hippique à travers les yeux de divers protagonistes qu'ils soient parieurs, coureurs, organisateurs…

## Distribution

### Acteurs principaux
- Dustin Hoffman (VF : Dominique Collignon-Maurin) : Chester « Ace » Bernstein
- Dennis Farina (VF : Jean-Bernard Guillard) : Gus Demitriou
- John Ortiz (VF : Emiliano Suarez) : Turo Escalante
- Richard Kind (VF : Patrick Préjean) : Joey Rathburn
- Kevin Dunn (VF : Patrick Poivey) : Marcus Becker
- Ian Hart (VF : Alexis Victor) : Lonnie McHinery
- Ritchie Coster (VF : Jérôme Pauwels) : Renzo Calagari
- Jason Gedrick (VF : Bruno Choël) : Jerry Boyle
- Kerry Condon (VF : Laura Préjean) : Rosie Shanahan
- Gary Stevens (VF : Patrick Béthune) : Ronnie Jenkins
- Tom Payne (VF : Vincent de Bouard) : Leon Micheaux
- Jill Hennessy (VF : Françoise Cadol) : Jo Carter
- Nick Nolte (VF : Jacques Frantz) : Walter Smith, le vieil homme

### Acteurs secondaires
- Miguel Delgado : ? (7 épisodes)
- Joan Allen (VF : Micky Sébastian) : Claire Lachay (6 épisodes)
- Alan Rosenberg (en) (VF : Bernard Tiphaine) : Nick DeRossi (6 épisodes)
- Michael Gambon (VF : Marc Cassot) : Michael « Mike » Smythe (5 épisodes)
- Ted Levine : Isadore Cohen (5 épisodes)
- Chantal Sutherland (en) (VF : Valérie Nosrée) : Lizzy (5 épisodes)
- Shauna Stoddart (VF : Valérie Nosrée) : Lorelei (5 épisodes)
- Patrick J. Adams (VF : Sébastien Desjours) : Nathan Israel (4 épisodes)
- Barry Shabaka Henley : Parole officier (4 épisodes)
- Dennis Run : Leo Chan (4 épisodes)
- Weronika Rosati (VF : Valérie Nosrée) : Naomi (4 épisodes)
- Jeffrey Woody Copland (VF : Bernard Bollet) : Goose (4 épisodes)
- Walter Cox : Charlie (4 épisodes)
- Spencer Garrett (en) : Maurice (3 épisodes)
- Peter Appel : Kagle (3 épisodes)
- W. Earl Brown : Mulligan (2 épisodes)
- Shaun Toub : Dr Khan (2 épisodes)
- Adam J. Harrington (en) : Dennis Bowman (2 épisodes)
- Elizabeth Keener (VF : Laura Zichy) : Lynn (1 épisode)
- Mercedes Ruehl : mère de Renzo (épisode 9)

Source VF : Notamment RS Doublage

## Production

### Développement
L'épisode pilote, réalisé par Michael Mann, le réalisateur des films Heat et Public Enemies, a été diffusée en avant-première le 11 décembre 2011 sur HBO et rediffusé le 29 janvier 2012 sur cette même chaîne.

Bien que HBO ait renouvelé la série le 31 janvier 2012 pour une deuxième saison de dix épisodes, le 14 mars 2012, la chaîne a décidé d'annuler la série à la suite de la mort de trois chevaux durant le tournage et à la demande de l’American Humane Association. La production a aussi déclaré : 

« C'est avec un immense chagrin que les producteurs exécutifs David Milch et Michael Mann ont décidé ensemble avec HBO de cesser toute production future de la série (...) La sécurité est toujours la préoccupation première. Durant la production, nous avons maintenu les standards de sécurité les plus élevés, d'ailleurs plus élevés que n'importe quel autre protocole existant ailleurs dans la course hippique (...) Mais pendant que nous maintenions ces standards, des accidents sont malheureusement survenus et il est impossible de garantir qu'il n'y en aura pas d'autres dans le futur. Ensemble, nous en sommes donc arrivés à cette décision difficile. »

### Casting
Le casting a débuté à la fin février 2010, dans cet ordre : Dennis Farina et John Ortiz, Dustin Hoffman, Nick Nolte, Kevin Dunn, Kerry Condon et Tom Payne, Richard Kind et Ian Hart, Ritchie Coster, Jason Gedrick et Jill Hennessy.
En novembre 2010, des rôles récurrents sont attribués à Joan Allen, W. Earl Brown, Michael Gambon et Patrick J. Adams, John C. McGinley et Shaun Toub.
Aprè le renouvellement de la série en février 2012, Mercedes Ruehl décroche le rôle de la mère de Renzo dans le dernier épisode, qui deviendra régulier, Michael Gambon est promu à la distribution principale et Margarita Levieva décroche un rôle récurrent, ainsi que l'acteur danois Carsten Norgaard.

### Tournage
La série est tournée à Los Angeles, en Californie, aux États-Unis.

### Fiche technique
- Titre original et français : Luck
- Création : David Milch
- Réalisation : Michael Mann (épisode pilote), Allen Coulter et Brian Kirk
- Scénario : John R. Perotta et Jay Hovdey
- Direction artistique : John P. Goldsmith
- Décors : Tim Grimes
- Costumes : Ane Crabtree
- Photographie : Lukas Strebel
- Montage : Michelle Tesoro et Leo Trombetta
- Musique : Jeff Beal et Gary Lionelli
- Casting : Rebecca Mangieri, Wendy Weidman, Chris Gray et Bonnie Timmermann
- Production : Dustin Hoffman ; Kathleen M. Shea et Lori Slomka (associée producteur)
  - Production exécutive : Michael Mann, David Milch, Carolyn Strauss et Henry Bronchtein et Eric Roth (coproducteur exécutif)
- Société(s) de production :
- Société(s) de distribution (télévision) :
  - Home Box Office (États-Unis)
  - British Sky Broadcasting (Royaume-Uni)
- Pays d'origine :  États-Unis
- Langue originale : anglais
- Format : couleur - 1,78:1 - son Dolby Digital
- Genre : dramatique
- Durée : 50 minutes

 Sauf indication contraire, les informations mentionnées dans cette section peuvent être confirmées par la base de données cinématographiques IMDb,  présente dans la section « Liens externes ».

### Diffusion internationale

#### En version originale
- États-Unis : depuis le 11 décembre 2011 sur HBO
- Canada : à partir du 11 décembre 2011 sur HBO Canada
- Royaume-Uni /  Irlande : depuis le 18 février 2012 sur Sky Atlantic (en)
- Nouvelle-Zélande : depuis février 2012 sur Soho (en)

#### En version française
- Québec : depuis le 10 juin 2012 sur Super Écran
- France : à partir du 19 juin 2012 sur Orange Cinémax puis en clair sur D17.

## Épisodes
| N° | #  | Titre                                                          | Réalisation      | Scénario                   | Audiences | Première diffusion                                  |
| -- | -- | -------------------------------------------------------------- | ---------------- | -------------------------- | --------- | --------------------------------------------------- |
| 01 | 01 | Titre français inconnu Pilot                                   | Michael Mann     | David Milch                | 1,143     | États-Unis : 11 décembre 2011 France : 19 juin 2012 |
|    |    |                                                                |                  |                            |           |                                                     |
| 02 | 02 | Titre français inconnu Ace Meets with a Potential Investor     | Terry George     | John R. Perrotta           | 425 000   | États-Unis : 4 février 2012 France : 19 juin 2012   |
|    |    |                                                                |                  |                            |           |                                                     |
| 03 | 03 | Titre français inconnu Ace Meets with a Talented Whiz Kid      | Allen Coulter    | Bill Barich                | 549 000   | États-Unis : 12 février 2012 France : 26 juin 2012  |
|    |    |                                                                |                  |                            |           |                                                     |
| 04 | 04 | Titre français inconnu Ace Meets with a Colleague              | Phillip Noyce    | Jay Hovdey                 | 445 000   | États-Unis : 19 février 2012 France : 26 juin 2012  |
|    |    |                                                                |                  |                            |           |                                                     |
| 05 | 05 | Titre français inconnu Ace Forces Escalante to Swap Jockeys    | Brian Kirk       | Scott Willson              | 501 000   | États-Unis : 26 février 2012                        |
|    |    |                                                                |                  |                            |           |                                                     |
| 06 | 06 | Titre français inconnu Ace Pitches with a Deal                 | Henry Bronchtein | Robin Shushan              | 686 000   | États-Unis : 4 mars 2012                            |
|    |    |                                                                |                  |                            |           |                                                     |
| 07 | 07 | Titre français inconnu Ace and Claire Tour a Horse Farm        | Brian Kirk       | Amanda Ferguson            | 474 000   | États-Unis : 11 mars 2012                           |
|    |    |                                                                |                  |                            |           |                                                     |
| 08 | 08 | Titre français inconnu Ace Counters Smythe's Move with His Own | Allen Coulter    | John R. Perotta Jay Hovdey | 459 000   | États-Unis : 18 mars 2012                           |
|    |    |                                                                |                  |                            |           |                                                     |
| 09 | 09 | Titre français inconnu Two Prized Colts Go Head-to-Head        | Mimi Leder       | Eric Roth                  | 440 000   | États-Unis : 25 mars 2012                           |
|    |    |                                                                |                  |                            |           |                                                     |

## Accueil

### Audiences

#### Aux États-Unis
Le pilote de la série a réalisé une audience de 1,14 million de téléspectateurs lors de sa diffusion le 11 décembre 2011 et de 1,06 million de téléspectateurs lors de sa rediffusion le 29 janvier 2012 sur HBO.